# Alexander Masters
Alexander Masters (New York, 1965) è uno scrittore e sceneggiatore britannico.

## Biografia
Nato a New York nel 1965 dagli scrittori statunitensi Joan Brady e Dexter Masters, dopo la laurea in Fisica al King's College London, ha proseguito gli studi al St Edmund's College di Cambridge specializzandosi in Filosofia della meccanica quantistica.
Ha pubblicato 3 romanzi biografici su generis: il primo, Stuart: una vita al contrario, incentrato sul senzatetto disabile Stuart Shorter, il secondo, Un genio nello scantinato, su Simon Phillips Norton, un matematico inglese noto soprattutto per i suoi fondamentali contributi alla Teoria dei Gruppi, e il terzo, Una vita scartata, nel quale analizza minuziosamente 148 diari di una persona sconosciuta trovati nell'immondizia.
Vincitore di numerosi premi tra i quali l'Hawthornden Prize nel 2006, vive a Londra dove lavora come assistente sociale per i senzatetto.

## Opere

### Biografie
- Stuart: una vita al contrario (Stuart: A Life Backwards, 2005), Roma, Fazi, 2007 traduzione di Giovanna Scocchera ISBN 978-88-7625-026-2.
- Un genio nello scantinato (The genius in my basement, 2011), Milano, Adelphi, 2013 traduzione di Andrew Tanzi ISBN 978-88-459-2789-8.
- Una vita scartata (A Life Discarded, 2016), Milano, il Saggiatore, 2018 traduzione di Valeria Gorla ISBN 978-88-428-2490-9.

## Televisione
- Stuart: A Life Backwards, regia di David Attwood (2007) (soggetto e sceneggiatura)

## Premi e riconoscimenti
- Guardian First Book Award: 2005 per Stuart: una vita al contrario
- Hawthornden Prize: 2006 per Stuart: una vita al contrario